# Daniela Fazzolari
Daniela Fazzolari (Torino, 19 febbraio 1975) è un'attrice italiana, nota soprattutto per aver interpretato Anita Ferri nella soap opera Centovetrine.

## Biografia
Daniela Fazzolari è nata a Torino nel 1975 da madre piemontese e padre calabrese.
Nel 1992 ha vinto un concorso di bellezza dedicato alle studentesse delle scuole secondarie della città di Torino Successivamente ha studiato danza presso la scuola di danza "Susanna Egri", sempre nella città sabauda, e dal 1997 al 2000 recitazione presso la scuola del teatro Stabile.
Ha esordito come attrice nel film TV Non chiamatemi papà. Nel 2000 ha invece debuttato nel cinema. In seguito ha lavorato nella soap opera di Canale 5 CentoVetrine, dove dall'8 gennaio 2001 al 25 marzo 2005 è stata presente in ben 960 puntate, nel ruolo di Anita Ferri, una donna cattiva che poi si redime, perdendo però la vita dopo aver iniziato una bella storia d'amore con Marco Della Rocca, interpretato da Alessandro Mario.
Nel 2006 ha girato il film La terza madre di Dario Argento, con cui aveva già lavorato nel 2001 in Non ho sonno.
Nel 2007 è stata scritturata per il film Liberarsi - Figli di una rivoluzione minore, opera prima di Salvatore Romano, nelle sale nel 2008.
Dopo alcuni anni di assenza, è ritornata in televisione con la sitcom di Rai 2, 7 vite e con la miniserie TV Io ti assolvo, regia di Monica Vullo in onda su Canale 5. 
Nell'estate del 2008 è stata tra i protagonisti di Un posto al sole d'estate, lo spin off della nota soap partenopea. 
Nel 2009 è stata diretta per la terza volta da Dario Argento, che l'ha voluta per il film Giallo. 
Nel 2011 è tornata nel cast di CentoVetrine con un personaggio inedito: Diana Cancellieri, la sorella segreta di Anita Ferri. Ha lasciato definitivamente la soap nel 2014. 
Il 25 novembre 2022 è stata protagonista dello spot TV e web contro la violenza sulle donne con l'attore e regista Mirko Mascioli; entrambi sono stati i produttori del progetto. 
L’8 marzo 2023 è uscito nelle sale il cortometraggio Occhi Azzurri, diretto da  Mirko Mascioli e ispirato a una storia vera di femminicidio, dove l'attrice ha sostenuto il ruolo della vittima. Il corto ha partecipato ai David di Donatello 2023. 
Il 30 maggio 2024 sulle reti nazionali è andato in onda uno spot incentrato sulla sclerosi multipla nel quale è apparsa con Mirko Mascioli e Annalisa Minetti. 

## Vita privata
Il 26 maggio 2015 è diventata madre di Andrea, nato dal suo matrimonio con Sergio Sparascio.

## Filmografia

### Cinema
- L'educazione di Giulio, regia di Claudio Bondi (2000)
- Non ho sonno, regia di Dario Argento (2001)
- Viva la scimmia, regia di Marco Colli (2002)
- La terza madre, regia di Dario Argento (2007)
- Liberarsi - Figli di una rivoluzione minore, regia di Salvatore Romano (2008)
- Giallo, regia di Dario Argento (2009)
- L'incontro, regia Salvatore Romano (2020)
- Libero di volare, regia di Fabio Mancuso (2021)
- Lupo Bianco, regia Tony Gangitano (2021)
- Soldato sotto la luna, regia Massimo Paolucci (2022)
- Oltre, regia di Giuseppe Celesia (2023)

### Televisione
- Non chiamatemi papà, regia di Nini Salerno – film TV (1997)
- Baldini e Simoni – serie TV (1999)
- Piovuto dal cielo, regia di José María Sánchez – miniserie TV (2000)
- CentoVetrine, registi vari – soap opera (2001-2005, 2011-2014)
- Le stagioni del cuore, regia di Antonio Luigi Grimaldi – miniserie TV (2004)
- 7 vite, regia di Franco Bertini, Marco Limberti e Monica Massa – sitcom (2007)
- R.I.S. 4 - Delitti imperfetti – serie TV, episodio 4x16 (2008)
- Io ti assolvo, regia di Monica Vullo – film TV (2008)
- Un posto al sole d'estate – soap opera (2008)
- Distretto di Polizia – serie TV, episodi 8x14-8x15 (2008)
- Don Matteo – serie TV, episodio 7x09 (2009)
- Fuoriclasse – serie TV (2011)
- Un Natale con i fiocchi, regia di Giambattista Avellino – film TV (2012)
- Un passo dal cielo – serie TV, episodio 3x03 (2015)
- I misteri di Laura – serie TV, episodio 1x07 (2015)

### Cortometraggi
- Playgirl, regia di Fabio Tagliavia (2002)
- L'inquilina dell'ultimo piano, regia di Igor Mendolia e Guido Norzi (2004)
- L'età del fuoco, regia di Mauro Calvone (2004)
- Hot Car, regia di Federico Lagna (2005)
- Kima, regia di Fulvio Paganin (2006)
- Va tutto bene, regia di Fulvio Molena (2007)
- Occhi Azzurri, regia di Mirko Mascioli (2022)
- Lei, il mio tutto, regia di Mirko Mascioli (2024)

### Pubblicità
- Spot Sclerosi Multipla – Tv e Web, regia di Mirko Mascioli (2024)
- Spot Asma e Malattie respiratorie- Tv e web, regia Mirko Mascioli (2025)

### Videoclip
- Sovema – Come gocce di caffè, regia di Federico Mudoni (Springo Studio) (2014)